# 西穂高岳落雷遭難事故

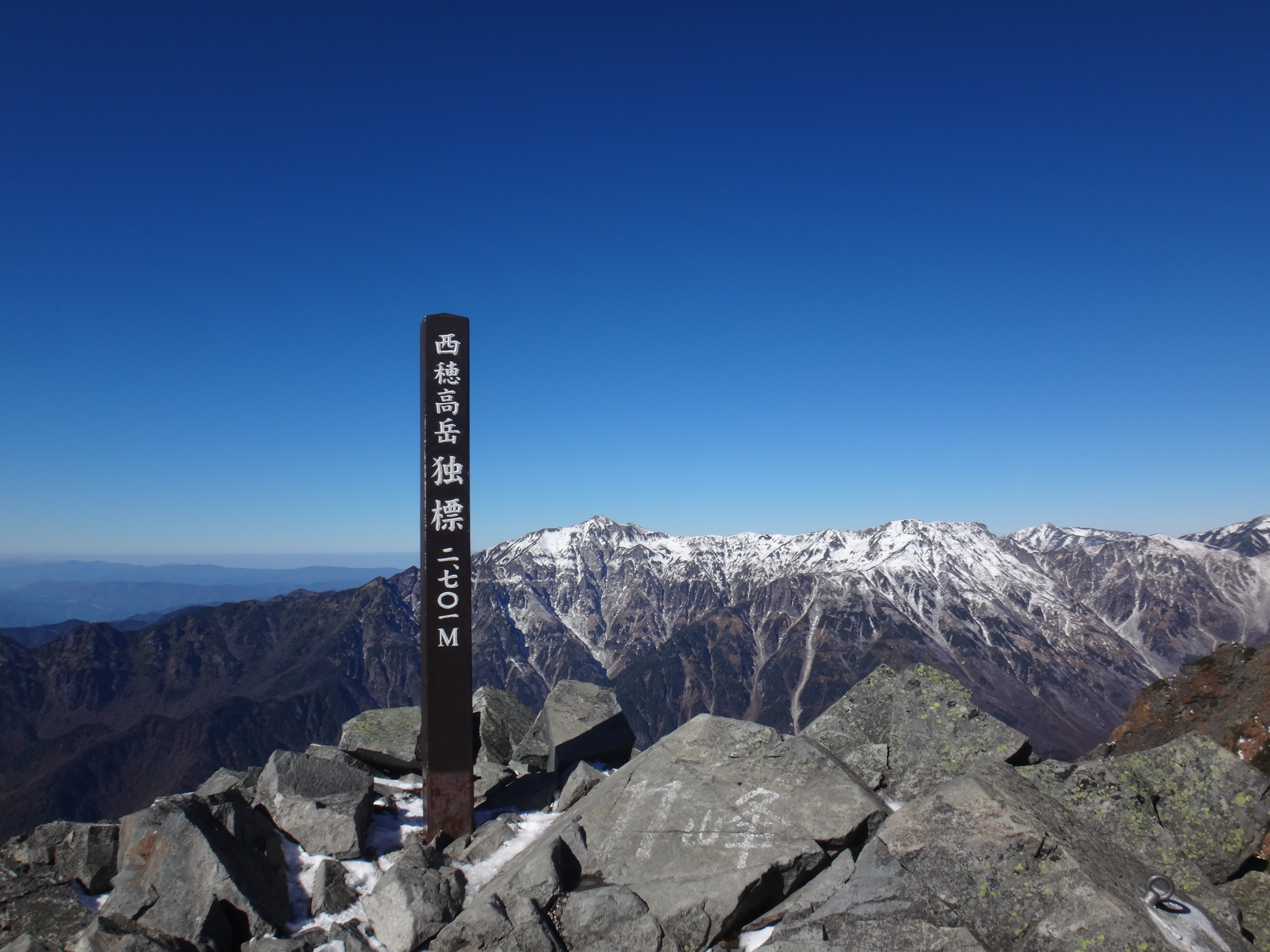
被雷現場の西穂独標頂部。

西穂高岳落雷遭難事故（にしほたかだけらくらいそうなんじこ）は1967年8月1日に長野県の西穂高岳独標付近で高校生の登山パーティーが被雷した遭難事故である。

## 事故概要
1967年8月1日の気象状態は、本州を挟む形で高気圧が2つ並んでおり、南海上には台風があったため、大気の不安定な状態となっていた。
長野県松本市の長野県松本深志高等学校二年生の登山パーティーは、北アルプスの西穂高岳にて教員の引率による集団登山を行なっていた。この集団登山は個人での登山による危険を避けるため、希望者を集めて毎年学校が主催している行事だった。参加人数は教員5人を含む計55人。日程は、31日に松本市を出発、上高地で一泊し、1日の朝から西穂高に登山して、翌日下山、松本市に帰る予定であった。
参加者のうち46人が正午過ぎに登頂したが、山頂にいるうちに天候が悪化し、大粒のひょうまじりの激しい雷雨となったため、パーティーは下山を開始した。いったん雨はやんだが、ピラミッドピークを通過したあたりから再び激しい雨となり、雷も鳴り始めた。
13時半頃、先頭が独標を通過し鎖場に差し掛かった時に雷の直撃を受けた。雷撃を受け動けなくなる者、雷撃により飛ばされ転落する者など、現場は混乱していた。事故発生の連絡を受けた西穂山荘からは従業員と東邦大学医学部による西穂高診療所の医師ら二十余人が現場に向かい救助活動を行った。また、事故発生時、松本深志高校のうしろにいた、神奈川県と東京都の登山パーティーも自主的に救援活動を行っていた。
救助活動、負傷者の応急手当、搬送などを行い、無事だった生徒と教員も山荘に避難、負傷者も山荘に収容された。負傷者は無事だった生徒が交代で看病に当たった。
当日夜の段階で、8名の死亡が確認され、3名が行方不明であることが明らかになった。遺体は独標に安置することにした。
同日夜には事件の一報を受けた東京医科大学の医師2名が上高地から救援に駆けつけたほか、陸上自衛隊松本駐屯地部隊のレンジャー隊員らが自発的に救援に向かっている。松本深志高校にはその日のうちに対策本部が設けられ、同校の校長を含む教員5名が上高地に向かった。

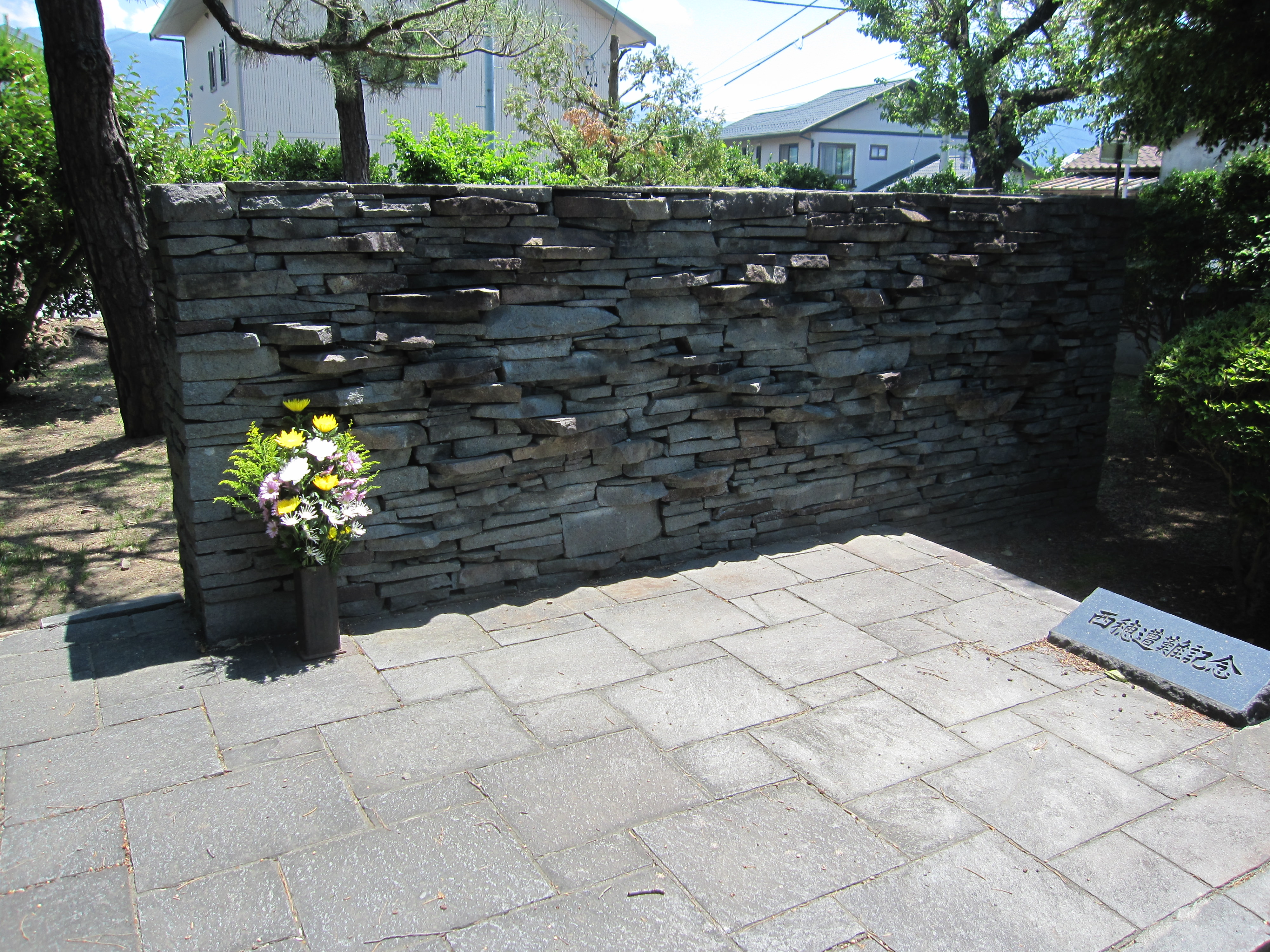
深志高校正面玄関前の慰霊碑

翌朝には長野県警と高校OB、さらに乗鞍岳からの有志応援隊による行方不明者の捜索が開始され、結局尾根から300m下った岳沢側のガレ場で3名とも遺体となって発見された。これにより死者は計11人となった。独標に安置された遺体と合わせた11名の遺体は、自衛隊のレンジャー部隊が背負って西穂山荘まで下ろし、そこからヘリで空輸されていった。
同日午前8時頃には無事だった教員と生徒が下山を開始。9時ごろには陸上自衛隊明野駐屯地のヘリコプター2機が現場に到着し、負傷者を松本市の病院にピストン輸送した。
これにより生徒11名が死亡、生徒・教員と会社員1人を含めた12名が重軽傷を負った。11名の死者のうち、9名は雷撃死であったが、2名は雷撃のショックによる転落死であった。
生徒11名の死亡を受けて、職員会議と生徒会の会議はいずれも学校葬を行う必要があるということで一致し、8月10日に合同学校葬が執り行われた。8月12日には校長・生徒会長ら学校関係者を中心とした第一次の追悼登山が、9月9日には遺族と第一次登山に参加しなかった教員らによる第二次の追悼登山が行われた。

## 事故の影響
登山中のみならず、通常の落雷事故としても一度にこれほどの死者・負傷者が出た前例はなかったため、新聞各紙が一面で報じるなど大々的に報道され、全国に衝撃を与えた。学校登山の歴史に残る大惨事であり、長野県下ではこの事故の影響で登山行事を一時的に中止、または廃止した学校も少なくない。
事故後当時は引率教員の責任を問う声も一部あったが、最終的に警察は過失責任を問わなかった。
事故の2年後に作成された調査報告書では、山岳部員ではない一般生徒を多数含む登山であるためより一層の慎重さを求められるにもかかわらず、引率教員の気象知識と経験不足から事前に引き返す判断が下せなかったことを批判している。更に過去には森林が広がっていて比較的安全とされる大滝山や蝶ヶ岳が登山先に選ばれたことがあったにもかかわらず、より難易度が高い独標である西穂高岳を選ぶケースが過去も含めて多いことにも疑問を呈している。しかし、前述のように警察はこうした教員の判断にはやや疑問を呈しつつも、事故直前には下山を急ぐように動いているなど、刑事罰を問えるほどの故意・過失はなかったと判断したため、刑事処分は下されなかった。

## その後の安全対策
1990年代以降、この事故発生当時にはよくわかっていなかった落雷発生のメカニズムやその危険性について次々に解明され、落雷による人身事故は適切な安全対策を実施することによりゼロにすることが可能であることがわかったことから、日本でも具体的な安全対策が実施されるようになってきている。これは1996年8月に発生した落雷事故において、2006年9月17日、最高裁差し戻し審、高松高等裁判所が「1996年時点、避雷の知識は一般向けの本に記載されており、雷の性質に対する正確な認識をもとに事前に準備しておけば、事故の発生は十分に回避できた。」と断じ、原告（被害者）勝訴が確定したことが大きい。
すなわち特に落雷に遭う危険性の高い登山については、雷の発生が少しでも予想・予測されたならば、躊躇なき中止判断がなされるべきであるとされるように変わっている。そしてそれでも雷に遭遇した場合の緊急避難方法についてもまた、事故当時とは大きく異なるものになっている。平成20年から23年にかけ、文部科学省は学校での安全教育、災害安全に関するものとして、小学生から高校生までそれぞれを対象にした「災害から命を守るために」の防災教育教材を発表、この中で落雷被害防止について解説している。また平成24年、24ス学健第7号において、落雷事故防止のための適切な措置を講ずる旨を全国の小、中、高等学校等に通達、具体的な取り組みが各学校単位で行われるようになっている。

## 備考
阿川弘之が、小説『犬と麻ちゃん』中にこの事故について記し、登場人物に「去年の夏」という表現で時期を言及させている。これにより、小説は1968年の東京・多摩を舞台にしていることが分かる。